# Двинский уезд

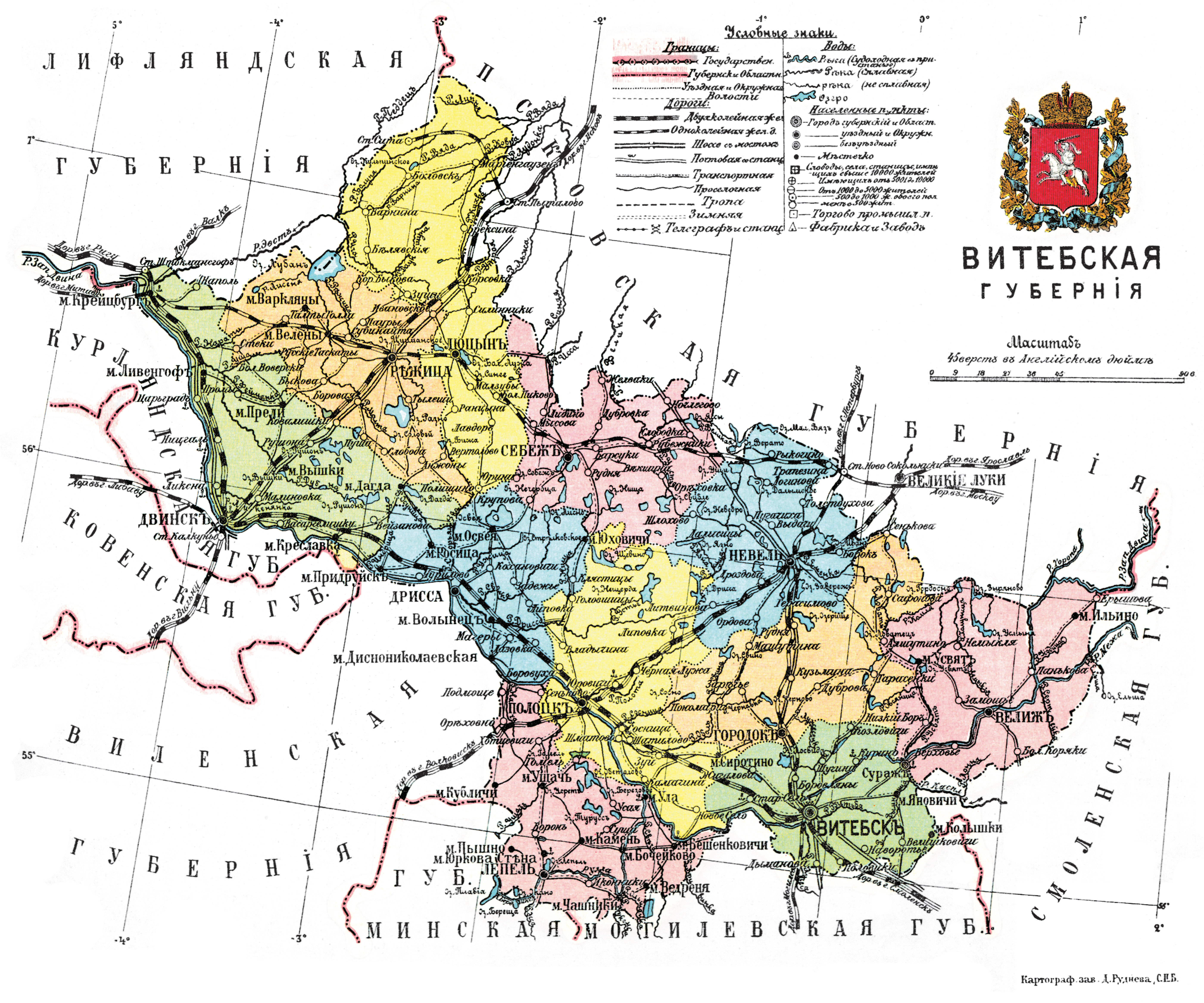
Двинский уезд на карте Витебской губернии, 1913 год

Герб уездного города Динабурга (позднее Двинска) с 1781 года

Герб Даугавпилсского уезда (1938—1940)

Дви́нский уе́зд (латыш. Daugavpils apriņķis; в 1773—1893 годах — Динабургский уезд) — административная единица в составе Псковской и Полоцкой губерний, Полоцкого наместничества, Белорусской и Витебской губерний Российской империи (с 1917 года — Российской республики), а также Латвии, существовавшая в 1773—1920 годах. В начале 1919 года уезд фактически был включён в состав Социалистической Советской Республики Латвии, а в 1920 году отошёл к независимой Латвии и переименован в Даугавпилсский уезд (с 1940 года в Латвийской ССР). Упразднён в связи с переходом Латвийской ССР к районному делению в 1949 году.
Административный центр уезда («уездный город») — Двинск, который до 1893 года назывался Динабург (с 1920 года — Даугавпилс).

## История
В 1772 году после первого раздела Речи Посполитой земли бывшей Польской Лифляндии (Польских Инфлянт) включены в состав Российской империи и образована Двинская провинция Псковской губернии.
В 1773 году в Двинской провинции Псковской губернии введено уездное деление и создан Динабургский (позднее Двинский) уезд. С 1776 году он находился в Полоцкой губернии (с 1778 года — Полоцкое наместничество). С 1796 года — в составе Белорусской губернии, с 1802 года — в Витебской губернии. В 1920 году по Рижскому мирному договору уезд отошёл к Латвии.

## География
Двинский уезд являлся одним из «инфлянтских» уездов Витебской губернии, граничил на западе с Лифляндской, на юге с Курляндской губерниями. Площадь уезда составляла 3985 квадратных вёрст (4535 км²). Он делился на 16 волостей, в полицейском отношении — на 4 стана. На территории уезда находились 1 город (Двинск), 7 местечек (Креславка, Крейцбург, Ливенгоф, Глазманка, Прели, Дагда и Вышки), 2730 деревень, фольварков (хуторов), имений и др.
В уезде имелось много рек, озёр (наибольшее — Рушона, другие его названия — Рушоно, Рушон, Убыли) и болот (самое крупное — Мошница). По южной и юго-западной границе Двинского уезда протекала река Западная Двина. Судоходство по ней затруднялось находившимися в некоторых местах порогами. У Западной Двины на территории уезда существовало достаточно много притоков, самый крупный из них — река Дубна.
Сельское хозяйство в Двинском уезде было более развито, чем на востоке Витебской губернии. Помимо пшеницы, здесь имелись посевы картофеля, кормовых трав и льна.
В 6 верстах от Двинска в имении Погулянка находилось курортное место — кумысолечебница (сюда из Двинска ходили пароходы).

## Население
В конце XIX века основную часть местного населения составляли латыши-католики (латгальцы), которые обычно селились хуторами (также в уезде были латыши-переселенцы из Лифляндской и Курляндской губерний — лютеране по вероисповеданию). В Двинске и местечках проживало много евреев. Помимо этого, на территории уезда жили русские (великороссы), прежде всего старообрядцы, поселившиеся здесь ещё в XVIII веке, белорусы (в восточной части уезда) и поляки.
По данным всеобщей переписи населения Российской империи 1897 года в уезде проживало 237 тыс. человек. В том числе латыши составляли 39,0 %, евреи — 20,0 %, русские — 15,3 %, белорусы — 13,8 %, поляки — 9,1 %, немцы — 1,8 %. При этом непосредственно в уездном городе Двинске имелось 69 675 жителей (в 1913 году в городе проживало уже 112 848 человек). К числу крупнейших поселений уезда также относились Креславка (7834 жителя), Крейцбург (4150 жит.), Ливенгоф (2658 жит.), Глазманка (2328 жит.), Прели (2104 жит.), Райполь (1528 жит.) и Дагда (1516 жит.).
В религиозном отношении (данные за 1892 год) из 215 321 жителя уезда было 25 165 православных, 26 025 старообрядцев, 106 556 католиков, 25 358 протестантов, 31 926 иудеев и 242 мусульманина.
К 1 января 1911 года в Двинском уезде проживало 286,6 тыс. человек.

## Административное деление
В 1890 году в состав Динабургского уезда входило 16 волостей:
| № п/п | Волость       | Волостное правление           | Число селений | Количество жителей, чел. |
| ----- | ------------- | ----------------------------- | ------------- | ------------------------ |
| 1     | Варковская    | деревня Большие Клопары       | 92            | 9100                     |
| 2     | Вышковская    | местечко Вышки                | 82            | 7248                     |
| 3     | Дагденская    | местечко Дагда                | 55            | 5649                     |
| 4     | Изабелинская  | местечко Гейбы                | 119           | 5610                     |
| 5     | Капинская     | деревня Капина                | 165           | 9495                     |
| 6     | Колупская     | погост Колуп                  | 67            | 6122                     |
| 7     | Крейцбургская | местечко Шкильтер             | 204           | 7327                     |
| 8     | Креславская   | местечко Креславка            | 121           | 8960                     |
| 9     | Ливенгофская  | усадьба Ливенгоф              | 127           | 5907                     |
| 10    | Ликсненская   | деревня Вайкуланы             | 114           | 10263                    |
| 11    | Малиновская   | деревня Пантелишская мельница | 99            | 9123                     |
| 12    | Осуньская     | село Осунь                    | 108           | 6978                     |
| 13    | Прельская     | местечко Прели                | 129           | 9504                     |
| 14    | Ужвальдская   | деревня Ужвальд               | 180           | 8350                     |
| 15    | Унгермуйжская | деревня Стоки                 | 246           | 6967                     |
| 16    | Яшмуйжская    | усадьба Яшмуйжа               | 130           | 6458                     |

По состоянию на 1913 год число волостей в Двинском (бывшем Динабургском) уезде не изменилось — их было 16.

## В составе Латвии
В начале 1919 года Двинский уезд, как и два других «инфлянтских» (латгальских) уезда Витебской губернии — Режицкий и Люцинский, был фактически интегрирован в Социалистическую Советскую Республику Латвии, что нашло отражение в принятой тогда же конституции республики.
По Рижскому мирному договору 1920 года Двинский уезд вошёл в состав независимой Латвийской Республики и стал именоваться Даугавпилсским уездом (в состав уезда также передали две волости Дриссенского уезда Витебской губернии — Придруйскую и Пустынскую, которые стали соответственно — Индрской и Робежниекской волостями). После образования Латвийской ССР (1940 год) Даугавпилсский уезд просуществовал до конца 1949 года, когда уезды в республике упразднили и ввели районное деление (при этом ещё в 1940 году Даугавпилс выделен из состава уезда, став городом республиканского подчинения).